# Diocesi di Cresima
La diocesi di Cresima (in latino Dioecesis Cresimensis) è una sede soppressa e sede titolare della Chiesa cattolica.

## Storia
Cresima, forse identificabile con Ain-Sbir nell'odierna Tunisia, è un'antica sede episcopale della provincia romana dell'Africa Proconsolare, suffraganea dell'arcidiocesi di Cartagine.
È incerta la localizzazione di questa città, e le fonti menzionano un solo vescovo, Donato, vescovo donatista, che fu tra i prelati presenti alla conferenza di Cartagine del 411.
Dal 1933 Cresima è annoverata tra le sedi vescovili titolari della Chiesa cattolica; dal 27 ottobre 2018 il vescovo titolare è Marco Mellino, segretario del Consiglio dei cardinali e della Commissione interdicasteriale per la revisione del regolamento generale della Curia romana.

## Cronotassi

### Vescovi
- Donato † (menzionato nel 411) (vescovo donatista)

### Vescovi titolari
- Joseph Francis Cleary † (8 dicembre 1964 - 24 febbraio 1991 deceduto)
- Milan Chautur, C.SS.R. (11 gennaio 1992 - 30 gennaio 2008 nominato eparca di Košice)
- Éric de Moulins-Beaufort (21 maggio 2008 - 18 agosto 2018 nominato arcivescovo di Reims)
- Marco Mellino, dal 27 ottobre 2018